# Віруси грибів

## Загальна інформація
Віруси грибів (міковіруси) — це група вірусів, яка викликає дегенеративні зміни у будові тіла гриба.
Класифіковані міжнародним комітетом з таксономії вірусів. Мають 23 родини та окремий рід — Botybirnavirus. Не мають позаклітинних механізмів передачі. Можуть уражувати як гриби, так і людину.[джерело?]

## Історія відкриття
У 1948 році було зафіксовано хворобу гриба печериця садова, яка була названа хворобою «Ла Франс». Хвороба була ідентифікована як міковірус лише через 10 років.[джерело?] Це призвело до розвитку науки — міковірусології. Згодом, наступний вірус гриба спостерігали у пеніцила коротко-компактного, також було відкрито, що міковірус вплинув на стимуляцію інтерферона ссавців. У 70-х роках XX століття новим відкриттям став міковірус каштанової опіки, який заражає Cryphonectria parasitica, знижує вірулентність хазяїна та навіть уражує рослини.
Також в цей час[коли?] було знайдено вірус, що заражає і вбиває гриб «пивні дріжжі» і наносить шкоду виноробству, пивоварінню та пекарській справі. Ці міковіруси особливі тим, що виражають токсичну дію поза межами клітин, таким чином вони знижують конкурентоспроможність інших вірусів грибів.[джерело?]
Останні досягнення у секвенування РНК, сприяли швидшому відкриттю будови міковірусів та зробили можливим розуміння походження і еволюції вірусів грибів. Згідно теорії коеволюції можна стверджувати, що віруси грибів та гриби давно перебувають у коеволюційних відносинах.

## Будова
Більшість міковірусів мають дволанцюгову основу — РНК (рибонуклеїнову кислоту) або одноланцюгову РНК. РНК упаковані у сферичні частинки.

## Ізометричний вірус
Ізометричний вірус-це вірус, який викликає зміни міцелію, пригнічує процес плодоношення гриба та збільшує смертність грибів.

## Симптоми зараження
- Зміна кольору;
- Карликовість;
- Відсутність гіменіальних пластинок;
- Витягнута форма ніжки;
- Маленька шляпка;
- Потовщення.

## Заходи безпеки
При збиранні заражених грибів необхідно:
- Збирати на ранніх стадіях (щоб виключити можливість розповсюдження спор);
- Обробляти інструментарій, яким зрізали гриби та посуд у який поміщали гриби (теплова обробка протягом 6 годин при температурі не менше 63 °C).

## Діагностика
Для діагностики вірусів у грибів рекомендовано робити ПЛР-тести, щоб зменшити ризик зараження грибів у грибних господарствах.